# شهرستان بروجن
شهرستان بروجن یکی از شهرستان‌های استان چهارمحال و بختیاری است که دومین شهرستان از نظر اهمیت در استان چهارمحال و بختیاری و سومین شهرستان از حیث جمعیت در استان به‌شمار می‌آید. مرکز این شهرستان، شهر بروجن است.
شهرستان بروجن در دشتی به وسعت حدود ۵۸۰ کیلومتر مربع در شرقی‌ترین نقطه استان و در محل تلاقی راه‌های سه استان چهارمحال و بختیاری، اصفهان و خوزستان قرار گرفته است. 

## زبان
عمده مردم این شهرستان به زبان ترکی قشقایی و فارسی سخن می‌گویند. مردم شهرهای سفیددشت، فرادنبه، نقنه و بلداجی به زبان ترکی سخن می‌گویند.

## تقسیمات کشوری
- بخش مرکزی شهرستان بروجن
  - دهستان حومه

شهرها: بروجن، فرادنبه، سفیددشت و نقنه
- بخش گندمان
- دهستان گندمان
- دهستان دوراهان
- دهستان امام قیس

شهر: گندمان
- بخش بلداجی
  - دهستان امامزاده حمزه علی
  - دهستان چغاخور

شهر: بلداجی

## اقتصاد
شهرستان بروجن یکی از مناطق صنعتی کشور بوده که کارخانه‌های مهمی را در خود جای داده است.
- فولاد سفیددشت
- کارخانه ورق خودرو
- کارخانه سیمان
- میلگرد صبافولاد
- ظریف مصور
- نهان گل
- نساجی نگین
- کاشی ارس
- بروجن خودرو
- کاشی پاسارگاد سپاهان
- همایون گاز

سوغات: فرش بختیاری، قالی یلمه، گز بلداجی، پولک و نبات، گیوه و چوقای آن شهرت جهانی دارد.

## مناطق گردشگری
- تالاب بین‌المللی چغاخور
- تالاب بین المللی گندمان
- تالاب سولقان
- امامزاده حمزه علی (مهم‌ترین امامزاده در استان)
- کوه کلار
- گردشگاه مادردختر
- چشمه سیاسرد
- منطقه حفاظت شده سبزکوه
- تنگ وستگان
- چشمه علی امام قیس
- گردشگاه گردبیشه
- شهر بلداجی (پایتخت گز ایران)
- هفت چشمه